# Бандирма
Бандирма (тур. Bandırma) је град у Турској у вилајету Баликесир. Према процени из 2009. у граду је живело 112.740 становника.

## Становништво
Према процени, у граду је 2009. живело 112.740 становника.
| 1990.  | 2000.  |
| ------ | ------ |
| 77.444 | 97.419 |